# Выпуклый многоугольник

Пентаграмма вписанная в правильный выпуклый пятиугольник: все диагонали лежат внутри

Выпуклый многоугольник — многоугольник, все точки которого лежат по одну сторону от любой прямой, проходящей через две его соседние вершины.
Любой треугольник является выпуклым, но {\displaystyle n}-угольник при {\displaystyle n>3} может не быть выпуклыми.

## Эквивалентные определения
- многоугольник является выпуклым, если часть плоскости, им ограниченная (плоский многоугольник) является выпуклым множеством;
- многоугольник будет выпуклым, если для любых двух точек внутри него соединяющий их отрезок полностью лежит в нём;
- многоугольник, для которого продолжения сторон не пересекают других его сторон;
- многоугольник без самопересечений, каждый внутренний угол которого не более 180°;
- многоугольник, все диагонали которого полностью лежат внутри него.
- Выпуклый многоугольник есть выпуклая оболочка конечного числа точек на плоскости;
- Выпуклый многоугольник есть ограниченный выпуклый многосторонник, то есть ограниченное множество, являющееся пересечением конечного числа замкнутых полуплоскостей.

## Свойства
Площадь выпуклого {\displaystyle n}-угольника (а также любого многоугольника без самопересечений) с координатами вершин {\displaystyle \{(X_{i},Y_{i})\}} (так, чтобы с индексами {\displaystyle i} и {\displaystyle i+1} были соседние вершины и {\displaystyle (X_{n+1},Y_{n+1})=(X_{1},Y_{1})}) вычисляется по формуле Гаусса:
{\displaystyle S={\frac {1}{2}}\left|\sum \limits _{i=1}^{n}(X_{i}+X_{i+1})(Y_{i}-Y_{i+1})\right|}.